# Serrodes euryplima
Serrodes euryplima là một loài bướm đêm trong họ Erebidae.